# Scolops californica
Scolops californica är en insektsart som beskrevs av Lawson och Beamer 1930. Scolops californica ingår i släktet Scolops och familjen Dictyopharidae. Inga underarter finns listade i Catalogue of Life.